# انتخابات الرئاسة المونتينيغرية 2008
انتخابات الرئاسة المونتينيغرية 2008 هي الانتخابات الرئاسية التي جرت في 6 أبريل 2008، لانتخاب رئيس الجبل الأسود، فاز بالانتخابات فيليب فويانوفيتش، حصل على 171118 صوت.

## المرشحين
| المرشح             | الحزب | عدد الأصوات |
| ------------------ | ----- | ----------- |
| فيليب فويانوفيتش   |       | 171,118     |
| أندريا مانديتش ‏    |       | 64,473      |
| Nebojša Medojević ‏ |       | 54,874      |
| Srđan Milić ‏       |       | 39,316      |